# ليا سيدو
ليا سيدو (بالفرنسية: Léa Seydoux)‏ هي ممثلة فرنسية ولدت في 1 يوليو 1985 في باريس في فرنسا. بدأت مسيرتها في سنة 2000، ولكنها لوحظت بشكل كبير في سنة 2008 مع فيلم الشخصية الجميلة، وبدأت مسيرتها في التألق بعد ذلك. ترشحت بعدها 4 مرات لجائزة سيزار، وفازت بالسعفة الذهبية في مهرجان كان السينمائي 2013 عن فيلم حياة أديل. في 2015، كانت بطلت فيلم 007 طيف إلى جانب دانيال كريغ وهو الرابع والعشرون من سلسلة أفلام جيمس بوند.

## السيرة الذاتية
فازت ليا سيدو مع المخرج عبد اللطيف كشيش وأديل إكزاركوبولوس، بالسعفة الذهبية عن فيلم حياة أديل في الدورة السادسة والستين من مهرجان كان السينمائي.

## الأفلام

### في السينما
| - 2006: صديقاتي للمخرجة سيلفي أيم: في دور أورور. - 2007: العزاء للمخرجين نيكولا كلوتز وإليزابيت بيرسوفال: في دور كاميي. - 2007: عشيقة للمخرجة كاترين بريا: في دور أوليفيا. - 2007: 13 شارع الفرنسية للمخرج جان بيار موكي: في دور جيني. - 2008: من الحرب للمخرج برتران بونيلو: في دور ماري. - 2008: دمى وملائكة للمخرجة نورة حمدي: في دور جيسال. - 2008: الشخصية الجميلة للمخرج كريستوف أونوريه: في دور جوني. - 2009: لورد للمخرجة جيسيكا هوزنر: في دور ماريا. - 2009: أوهام للمخرج إتيان فور:في دور طفلة المترو. - 2009: أوغاد مجهولون للمخرج كوينتن تارانتينو: في دور شارلوت لاباديت. - 2009: الجنوب للمخرج سيباستيان ليفشيتز: في دور ليا. - 2010: روبن هود للمخرج ريدلي سكوت: في دور إيزابيلا كونتيسة أنغوليم. - 2010: دون ترك أثر للمخرج غريغوار فينيرون: في دور فلور. - 2010: الشوكة الجميلة للمخرجة ريبيكا زلوتوفسكي: في دور برودونس فريدمان. - 2010: أسرار لشبونة للمخرج راؤول رويز: في دور برانكا دو مونفور. | - 2011: منتصف الليل في باريس للمخرج وودي آلن: في دور غابريال. - 2011: رواية زوجتي للمخرج جمشيد أوسمونوف: في دور إيف. - 2011: مهمة مستحيلة: بروتوكول الشبح للمخرج براد بيرد: في دور صابين مورو. - 2012: وداعاً ملكتي للمخرج بنوا جاكو: في دور سيدوني. - 2012: الطفل من فوق للمخرجة أورسولا ماير: في دور لويز. - 2013: حياة أديل للمخرج عبد اللطيف كشيش: في دور إيما. - 2013: غران سنترال للمخرجة ريبيكا زلوتوفسكي: في دور كارول. - 2014: الجميلة و الوحش للمخرج كريستوف غانس: في دور الجميلة. - 2014: فندق بودابست الكبير للمخرج ويس أندرسون: في دور كلوتيلد. - 2014: سان لورون للمخرج برتران بونيلو: في دور لولو دو لا فالاز. - 2015: يوميات خادمة للمخرج بنوا جاكو: في دور سيليستين. - 2015: جراد البحر للمخرج يورغوس لانتيموس: في دور مديرة الإنفرادية. - 2015: 007 طيف للمخرج سام ميندز: في دور مادلان سوان. - 2015: مجرد نهاية العالم للمخرج كزافييه دولون: في دور سوزان. - 2016: غامبيت (استديوهات مارفل). |

### أفلام قصيرة
- 2010: الخياط الصغير للمخرج لوي غاريل: في دور ماري جولي.
- 2011: الوقت لا يقف ساكنا للمخرجين أسا مادير وبنجامين ميلبييه: في دور هي.

### في التلفزيون
- 2008: عطلة كليمونس للمخرج ميشال أندريو: في دور جاكي.
- 2011: ورود الإئتمان للمخرج أموس جيتاي: في دور مارجولين.

## الجوائز والترشيحات

### الجوائز
| الجائزة                                          | الفئة                                   | عن فيلم                    |
| ------------------------------------------------ | --------------------------------------- | -------------------------- |
| مهرجان كان السينمائي 2009                        | كأس شوبارد لأفضل ممثلة صاعدة            |                            |
| مهرجان كابور السينمائي 2012                      | السوان الذهبي لأفضل ممثلة               | وداعاً ملكتي والطفل من فوق. |
| مهرجان كان السينمائي 2013                        | السعفة الذهبية                          | حياة أديل.                 |
| مهرجان هامبتونز السينمائي الدولي 2013            | أفضل صاعدة                              | حياة أديل.                 |
| جائزة لوميار 2014                                | أفضل ممثلة                              | غران سنترال وحياة أديل.    |
| جوائز جمعية سينيفيل الدولية 2013                 | أفضل ممثلة في دور ثانوي                 | حياة أديل.                 |
| جوائز روبر 2013                                  | أفضل ممثلة                              | حياة أديل.                 |
| جائزة نقاد دائرة الأفلام البرتغالية أونلاين 2013 | أفضل ممثلة في دور ثانوي                 | حياة أديل.                 |
| جوائز سينوفوريا 2014                             | أفضل ممثلة في دور ثانوي - جائزة الجمهور | حياة أديل.                 |
| جوائز سينوفوريا 2014                             | أفضل ثنائي                              | حياة أديل.                 |

## مقالات ذات صلة
- جيمس بوند (سلسلة أفلام)

## روابط خارجية
- ليا سيدو على موقع IMDb (الإنجليزية)
- ليا سيدو على موقع ميتاكريتيك (الإنجليزية)
- ليا سيدو على موقع روتن توميتوز (الإنجليزية)
- ليا سيدو على موقع مونزينجر (الألمانية)
- ليا سيدو على موقع قاعدة بيانات الأفلام العربية
- ليا سيدو على موقع ألو سيني (الفرنسية)
- ليا سيدو على موقع ميوزك برينز (الإنجليزية)
- ليا سيدو على موقع تيرنر كلاسيك موفيز (الإنجليزية)
- ليا سيدو على موقع أول موفي (الإنجليزية)
- ليا سيدو على موقع قاعدة بيانات الأفلام السويدية (السويدية)

.